# 独步天下 (小说)
《独步天下》是一部以后金时代为背景的穿越题材小说，作者為李歆。根据小说改编的同名电视剧《独步天下》于2017年播出。
现代摄影师步悠然穿越至后金努尔哈赤时代，附身于东哥，即历史上著名的北关老女。步悠然与皇太极相恋，經歷种种曲折之后，以扎鲁特博尔济吉特氏的名字成为皇太极的侧福晋。遇刺身亡后，步悠然再度穿越，以哈日朱拉的名字冒充布木布泰的姐姐，成为皇太极的宸妃。